# Dolichopeza fuscipes
Dolichopeza fuscipes är en tvåvingeart som beskrevs av Ernst Evald Bergroth 1889. Dolichopeza fuscipes ingår i släktet Dolichopeza och familjen storharkrankar. Inga underarter finns listade i Catalogue of Life.